# Дородницын, Владимир Анатольевич
Владимир Анатольевич Дородницын (род. 3 мая 1947 года) — российский учёный в области прикладной математики, д.ф.-м.н. (1993), профессор, главный научный сотрудник ИПМ им. М. В. Келдыша РАН. Преподавал в МФТИ и в МГОУ. Автор известных учебных пособий по своему направлению в математике.

## Биография
Сын академика А. А. Дородницына.
Окончил факультет управления и прикладной математики МФТИ (1971) и аспирантуру Института прикладной математики АН СССР (1975).
С 1973 г. трудится в ИПМ, главный научный сотрудник (на 2022 г.) .
В 1976 г. защитил кандидатскую диссертацию на тему «Исследование некоторых магнитогидродинамических структур в одномерном нестационарном приближении»,
в 1993 — докторскую диссертацию на тему «Групповой анализ конечно-разностных уравнений : Теоретико-групповые методы исследования и построения конечно-разностных уравнений : диссертация … доктора физико-математических наук» по специальности 01.01.03 — математическая физика.
В разные годы преподавал математику в МФТИ и в Московском государственном областном университете.

### Область научных интересов
- Нелинейные обыкновенные дифференциальные уравнения и уравнения в частных производных;
- Групповой анализ дифференциальных и разностных уравнений, точные решения, первые интегралы, законы сохранения.
- Уравнения с запаздывающим аргументом[1][2].

## Награды и премии
- Медаль «В память 850-летия Москвы» (1997).

## Из библиографии

### Диссертации
- Дородницын, Владимир Анатольевич. Исследование некоторых магнитогидродинамических структур в одномерном нестационарном приближении : диссертация … кандидата физико-математических наук: 01.01.07. — Москва, 1976. — 162 с. : ил.[3]
- Дородницын, Владимир Анатольевич. Групповой анализ конечно-разностных уравнений : Теоретико-групповые методы исследования и построения конечно-разностных уравнений : диссертация … доктора физико-математических наук : 01.01.03. — Москва, 1992. — 172 с. : ил.[4]

### Книги
- Групповые свойства разностных уравнений / В. А. Дородницын; Науч.-исслед. ин-т систем. исслед. РАН. — М. : Диалог-МГУ : МАКС Пресс, 2000. — 210 с. : ил.; 20 см; ISBN 5-317-00001-7
  - Групповые свойства разностных уравнений / В. А. Дородницын. — М. : ФИЗМАТЛИТ, 2001. — 236 с. : ил.; 22 см; ISBN 5-9221-0171-4

### Препринты ИПМ
- Взаимодействие сгустка плазмы с магнитным полем в канале Рельсотрона / Данилова Г. В., Дородницын В. А., Курдюмов С. П., Попов Ю. П., Самарский А. А., Царёва Л. С. Препринт ИПМ № 63, Москва, 1973
- Об инвариантных решениях одномерной магнитной гидродинамики с конечной проводимостью / В. А. Дородницын. — Москва : ИПМ, 1976. — 53 с. : ил.; 20 см. — (Препринт/ Ин-т прикл. математики АН СССР; № 143 за 1976 г.).
- Групповые свойства и инвариантные решения уравнения нелинейной теплопроводности с источником или стоком / В. А. Дородницын. — Москва : ИПМ, 1979. — 31 с.; 21 см. — (Препринт / Ин-т прикл. математики им. М. В. Келдыша АН СССР (ИП); № 57 за 1979 г.).
- О некоторых инвариантных решениях уравнения теплопроводности с источником / Дородницын В. А., Еленин Г. Г., Курдюмов С. П. Препринт ИПМ № 31, Москва, 1980
- Групповые свойства уравнения нелинейной теплопроводности с источником в двумерном и трёхмерном случае / Дородницын В. А., Князева И. В., Свирщевский С. Р. Препринт ИПМ № 79, Москва, 1982
- Группа Ньютона и коммутационные свойства операторов Ли-Беклунда в сеточных пространствах / В. А. Дородницын. — М. : ИПМ, 1988. — 26 с.; 20 см. — (N 175).
- Инвариантная конечно-разностная модель для полулинейного уравнения теплопроводности / М. И. Бакирова, В. А. Дородницын . — М. : ИПМ, 1993. — 20 с.; 20 см. — (Препринт. Ин-т прикл. математики им. М. В. Келдыша Рос. АН; N 87).
- Инвариантные конечно-разностные схемы для уравнений Бюргерса и теплопроводности / Бакирова М. И., Дородницын В. А., Козлов Р. В. Препринт ИПМ № 3, Москва, 1995
- Инвариантные разностные модели уравнения теплопроводности с источником / Бакирова М. И., Дородницын В. А., Козлов Р. В. Препринт ИПМ № 20, Москва, 1996
- Инвариантные разностные схемы для обыкновенных дифференциальных уравнений второго порядка, обладающих симметриями / В. А. Дородницын, Е. И. Капцов. — Москва : ИПМ им. М. В. Келдыша РАН, 2014. — 32, [1] с. : ил., табл.; 21 см. — (Препринт / Ин-т прикладной математики им. М. В. Келдыша Российской акад. наук, ISSN 20712898; 2014 г., № 16).

### Научно-популярные выступления
- Симметрия в решениях уравнений математической физики / В. А. Дородницын, Г. Г. Еленин. — Москва: Знание, 1984. — 64 с. : ил.; 20 см. — (Новое в жизни, науке, технике).

### Памяти Учителя
- Сергей Павлович Курдюмов (1928—2004) / Ю. С. Осипов, В. В. Козлов, Е. П. Велихов, В. С. Стёпин, О. М. Белоцерковский, А. А. Петров, Ю. П. Попов, Э. Л. Аким, А. В. Забродин, Д. А. Корягин, Г. Г. Малинецкий, Г. К. Боровин, Д. П. Костомаров, Б. Н. Четверушкин, С. П. Капица, В. А. Дородницын, Г. Г. Еленин, Н. В. Змитренко, Е. Н. Князева, Е. С. Куркина, А. П. Михайлов, Г. Ю. Ризниченко, В. Л. Романов // ЖВМиМФ, 45:5 (2005). С. 941—944.